# A Beautiful Thing: Idles Live at Le Bataclan
A Beautiful Thing: Idles Live at Le Bataclan ist das erste Livealbum der englischen Post-Punk-Band Idles. Das Album wurde am 6. Dezember 2019 über Partisan Records veröffentlicht.

## Entstehung
Das Album wurde beim Auftritt der Band am 3. Dezember 2018 im Pariser Konzertsaal Bataclan aufgenommen. Das Bataclan war mit rund 1500 Zuschauern an diesem Abend ausverkauft. Das Album enthält elf Titel des Vorgängeralbums Joy as an Act of Resistance. Lediglich das Lied June wurde nicht gespielt. Dazu kommen acht Titel des Debütalbums Brutalism. Nicht enthalten auf dem Livealbum ist Idles Version des Liedes All I Want for Christmas Is You, im Original von Mariah Carey. Produziert wurde das Livealbum von Romain Grenier. Die Band beschrieb den Auftritt in Paris als „das Ende einer sehr langen Reise“.

„Auf dieser Tour haben wir so viel über uns selbst, übereinander und über das Publikum gelernt, mit dem wir in den vergangenen zehn Jahren zusammengewachsen sind. Diese Show war nichts geringeres als eine Katharsis und pure Liebe. Wir lieben was wir tun und wir lieben die Leute, die uns hierhin gebracht haben, es gab keine Zurückhaltung in dieser Nacht im Bataclan und wir sind so dankbar dafür, dass dieser Moment in all seiner Pracht, Leidenschaft und Erschöpfung eingefangen. Hoch leben die mit offenem Herzen und lang lebe dieser Moment.“

## Titelliste
1. Colossos – 7:45

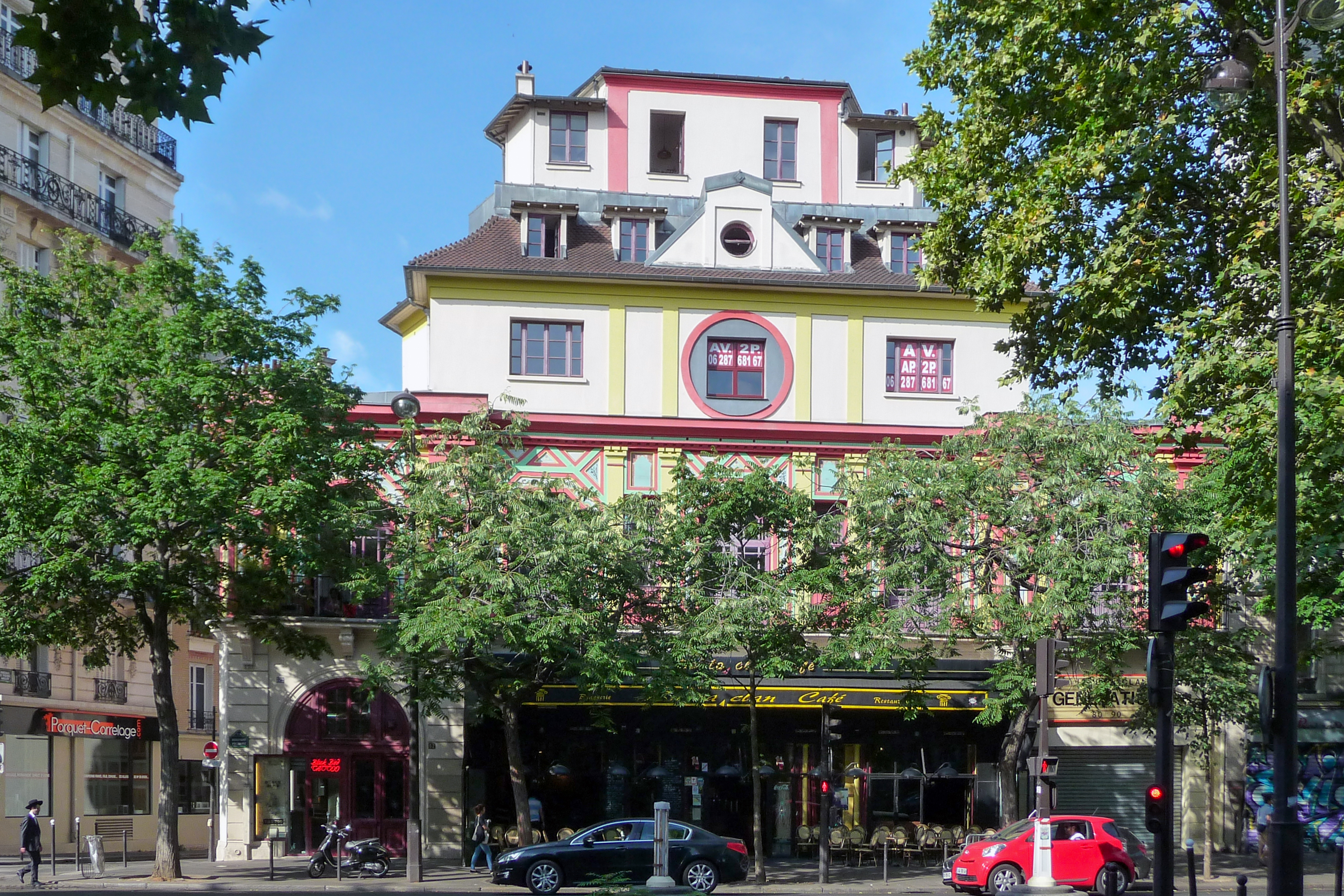
Das Bataclan in Paris 2015

2. Never Fight a Man with a Perm – 4:48
3. Mother – 3:21
4. Faith in the City – 2:59
5. I’m Scum – 3:54
6. Danny Nedelko – 4:30
7. Divide & Conquer – 3:47
8. 1049 Gotho – 4:03
9. Samaritans – 3:46
10. Television – 3:23
11. Great – 3:16
12. Love Song – 4:24
13. White Privilege – 5:04
14. Gram Rock – 2:32
15. Benzocaine – 4:21
16. Exeter – 5:46
17. Cry to Me – 3:03
18. Well Done – 2:53
19. Rottweiler – 10:06

## Rezeption

### Rezensionen
Christian Wiensgol vom deutschen Magazin Visions schrieb, dass das Livealbum vor allem für die Fans wäre, die „eine Konservierung des Live-Erlebnisses brauchen“. Dass die Videoaufzeichnung des kompletten Konzerts nicht als Bonus beiliegt, bezeichnete Wiensgol als „vertane Chance“. Wiensgol bewertete A Beautiful Thing: Idles Live At Le Bataclan mit acht von zwölf Punkten. Connor Endt vom Onlinemagazin laut.de schrieb, dass sich die Band „mit unglaublicher Power durch ihre eigene Diskografie hackt“ und das „man genau das zu hören bekommen, was man sich von einem Live-Auftritt der Idles verspricht“. Auch Endt bemängelte, dass nicht das komplette Konzert mitgefilmt wurde.

### Charts
| ChartsChartplatzierungen     | Höchstplatzierung | Wochen |
| ---------------------------- | ----------------- | ------ |
| Vereinigtes Königreich (OCC) | 59 (1 Wo.)        | 1      |